# Bdel·loïdeus
Els bdel·loïdeus (Bdelloidea, gr. βδελλα, bdella, sangonera) són una subclasse del fílum dels rotífers que es troben en aigües dolces i en els sòls humits. Estan diversificats en més de 461 espècies.

## Característiques

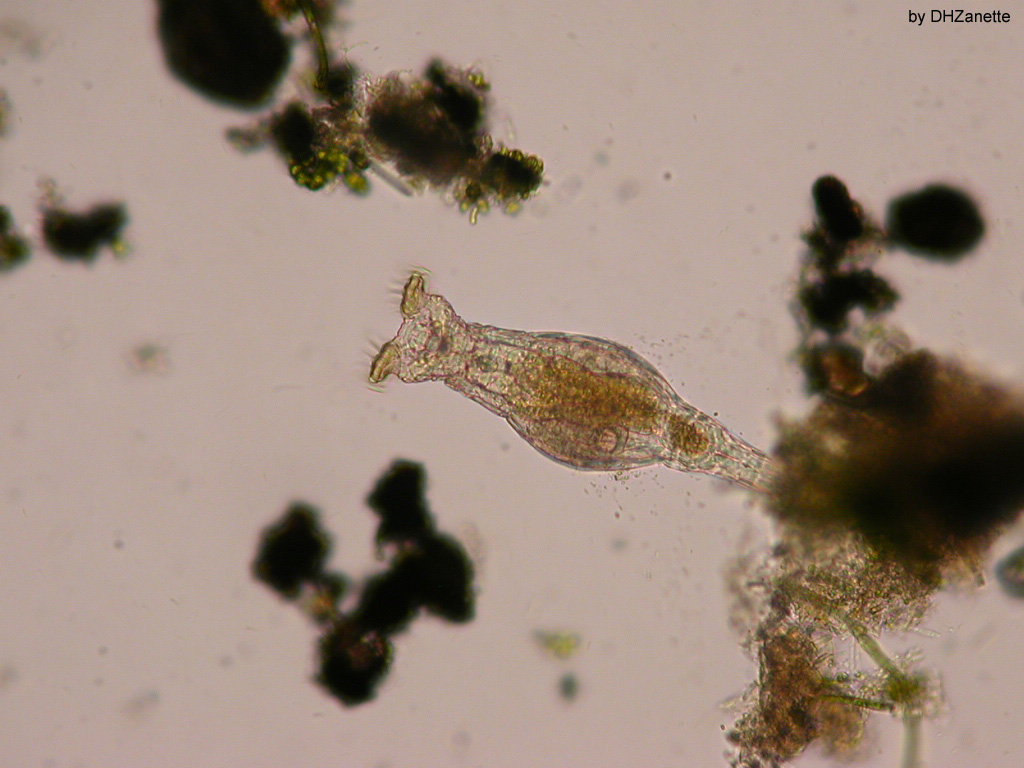
Vista lateral d'un bdel·loide.

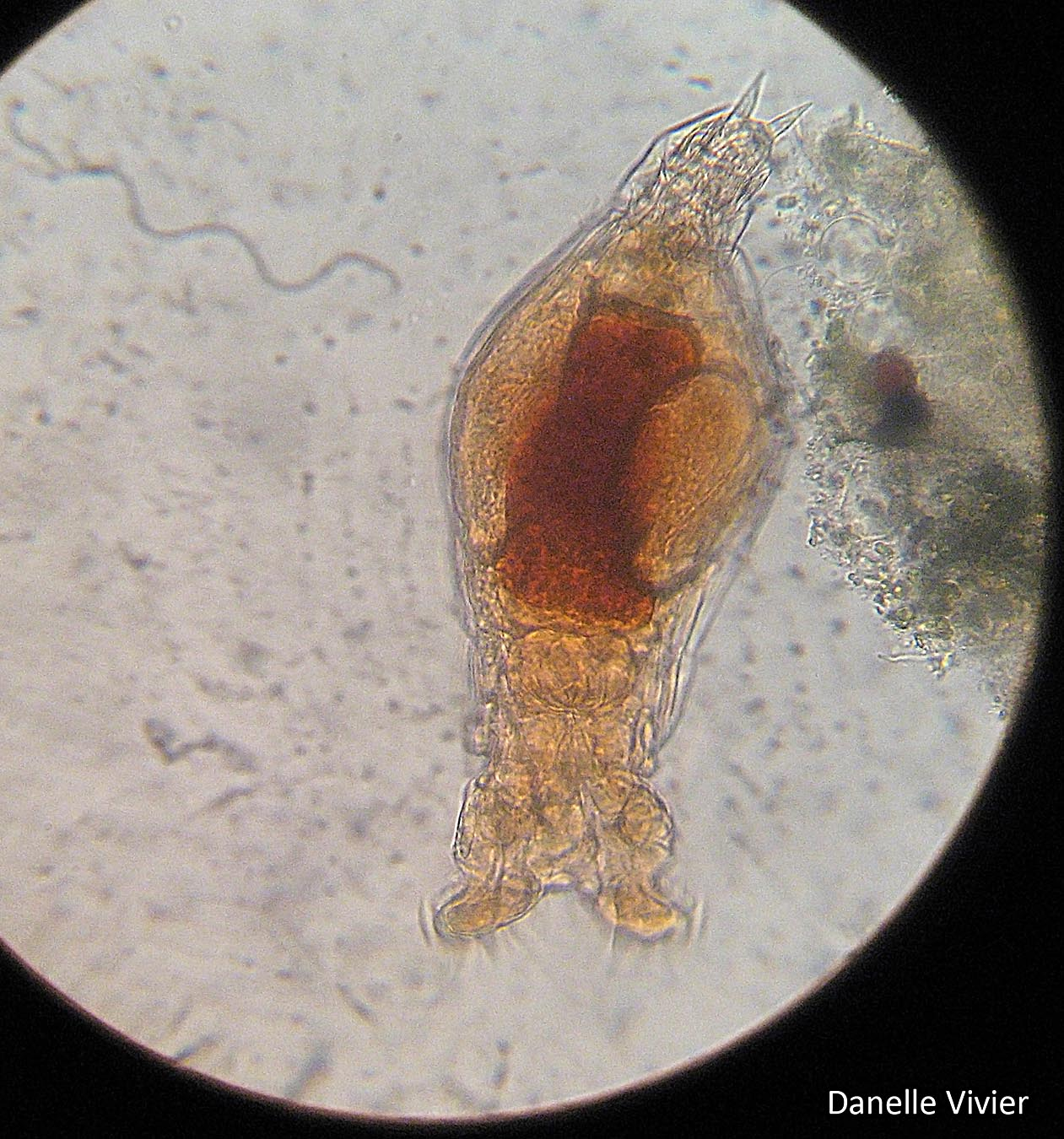
Vista lateral en aigua rica en algues.

Els bdel·loïdeus típicament tenen una corona ben desenvolupada, dividida en dues parts, i un cap retràctil. Es desplacen nedant o arrossegant-se.

## Història natural
En el grup dels bdel·loïdeus ha desaparegut evolutivament el sexe, no hi ha mascles i les femelles només es reprodueixen per partenogènesi. Són força similars a altres rotífers que es reprodueixen sexualment.
Els bdel·loides responen a l'estrès mediambiental entrant en un estadi de dormància conegut com a anhidrobiosi.
Quan tornen d'aquesta mena d'hibernació experimenten un procés genètic possiblement únic i segons Matthew Meselson incorporarien ADN forà fet interpretable com un intermedi entre la reproducció sexual i asexual.
Són uns rotífers extraordinàriament resistents al dany per la radiació ionitzant.

## Taxonomia
La subclasse Bdelloidea inclou quatre famílies:
- Família Adinetidae Hudson & Gosse, 1889
- Família Habrotrochidae Bryce, 1910
- Família Philodinavidae Harring, 1913
- Família Philodinidae Ehrenberg, 1838